# Filicudi
La isla de Filicudi (del italiano: Isola di Filicudi) es una isla de Italia, una de las ocho islas que componen el archipiélago de las islas Eolias, situada entre 30 y 50 km al noreste de la gran isla de Sicilia. Se trata de un frazione de la comuna de Lipari.
Su superficie total es de 9,5 km². Hay varios pequeños pueblos en la isla, que incluyen Pecorini Mare y Valdichiesa. En las tierras de la isla es posible producir vino, aceite de oliva, cereales y verduras. En 1997, tres cuartas partes, aproximadamente 7 kilómetros cuadrados de Filicudi se convirtieron en una reserva natural.

## Historia
Las primeras indicaciones de una presencia humana en la prehistoria fue observada por el arqueólogo italiano Luigi Bernabò Brea en septiembre de 1948, constatando la presencia de numerosos fragmentos cerámicos en lo más alto de la montaña. La primera investigación arqueológica comenzó en 1952 y duró hasta 1956 y estuvo coordinada por la arqueóloga francesa Madeleine Cavalier. Los dos asentamientos de Filicudi Filo Braccio, junto al mar, y  Capo Graziano, en la montaña, corresponden con dos fases diferentes en el tiempo. La Fase I, del 2300-1700 a. C., la más antigua, coincide con el asentamiento Filo Braccio en la planicie del istmo, a 40 metros de altura, en una zona expuesta a las inclemencias meteorológicas y los efectos del mar. Aquí se localizaron restos de chocas, graneros, silos y espacios donde se pudo realizar la actividad agrícola. Cada cabaña de Filo Braccio, de planta oval, tuvo un tamaño variable, generalmente por encima de los 5 metros de largo. La dieta de los habitantes pudo estar compuesta por harina, sopa de vegetales, carne de animales de granja, productos lácteos, marisco y pescado. La Fase II de la cultura de Capo Graziano, de 1700 a 1500 a. C., corresponde con el desplazamiento del asentamiento desde la costa a la montaña, por encima de los 174 metros de altura. Entre las razones de este movimiento se baraja la búsqueda de una mejor posición defensiva frente a eventuales ataques venidos desde el mar. El área del asentamiento es menor, situación impuesta por la menor disponibilidad de espacio urbanizable. Este nuevo asentamiento fue usado sin muchos cambios hasta la presencia de nuevas construcciones de la cultura venida de Sicilia llamada Thapsos-Milazzese, del 1500 al 1300 a. C., donde se realizaron nuevas construcciones aunque manteniendo la planta oval. Hay evidencias de tumbas en pequeñas cuevas naturales, cuyos accesos estaban bloqueados con piedras. Dentro se encontraron acomodados pequeñas jarras con patrones característicos de esta cultura. También se encontró en Contrada Diana un cementerio de cremación.